# Salon du livre de l'Abitibi-Témiscamingue
Pour les articles homonymes, voir Salon du livre.
Le Salon du livre de l'Abitibi-Témiscamingue est une foire du livre organisée chaque année en Abitibi-Témiscamingue. Il est le seul salon du livre au Québec à avoir adopté une formule itinérante à travers les cinq villes centres de sa région. C'est le plus vieil événement culturel de l'Abitibi-Témiscamingue , et est membre de l'Association des salons du livre du Québec. 

## Historique
Le Salon du livre de l'Abitibi-Témiscamingue a été créé en 1976. Sa première édition s'est tenue à Rouyn-Noranda alors que la ville célébrait son 50e  anniversaire. 
Pour ses huit premières éditions, l'événement était nommé la Foire du livre en Abitibi-Témiscamingue. Il a adopté son nom actuel, Salon du livre de l'Abitibi-Témiscamingue, en 1984. 
En 2020, l'édition qui devait se tenir à Val-d'Or a été annulée à cause de la pandémie de COVID-19,. 
En 2021, l'organisation tient sa 45e édition en mode virtuel. Une trentaine d'événements, dont des entrevues, des ateliers de rédaction et des animations littéraires pour les plus jeunes sont organisés en ligne, sur la page Facebook du salon,. Dix-neuf auteurs et autrices ayant un lien avec la région y participent.    

## Événements marquants
Des nombreux auteurs et autrices de renommée ont agi à titre de président et présidente d'honneur pour l'événement. L'écrivain Arlette Cousture, connu pour son roman Les filles de Caleb, a rempli ce rôle à deux reprises tout comme la journaliste et écrivaine Lise Bisonnette.
Lors de sa 28e édition, à Amos, en 2004, dix lancements de livres ont eu lieu. Parmi eux, l'auteur Denys Chabot lançait la biographie du père-fondateur de l'Abitibi, Hector Authier. La romancière Denise Bombardier y a aussi lancé son cinquième roman Et quoi encore, publié aux éditions Albin-Michel,. Lors de cette édition, l'auteure Arlette Cousture a aussi offert un atelier d'écriture.
En 2013, lors de la 37e édition à La Sarre, des visiteurs ont attendu jusqu'à 1h30 pour obtenir une séance de signature avec l'auteur Geronimo Stilton. 
En 2014, l'événement se tient à Amos pour souligner le 100e anniversaire de la première ville de l'Abitibi-Témiscamingue. La Société d'histoire y a d'ailleurs lancé un livre sur l'histoire d'Amos intitulé Amos, ville centenaire, publié aux éditions GID. Le livre était le premier livre sur l'histoire d'Amos à être publié depuis 1937,.
En 2019, le salon tenu à Amos a tellement attiré de lecteurs et lectrices que certaines maisons d'édition avaient manqué de livres. Cette édition a aussi été marquée par une performance de la poète et romancière Virginia Pésémapéo-Bordeleau qui a lu des extraits de son recueil de poésie En marche pour Sindy, en hommage à Sindy Ruperthouse, une femme algonquine originaire de Pikogan disparue depuis 2014.

## Statistiques
| Édition | Année | Ville hôtesse                | Visiteurs | Auteurs | Kiosques              | Présidence d'honneur                                     |
| ------- | ----- | ---------------------------- | --------- | ------- | --------------------- | -------------------------------------------------------- |
| 46      | 2022  | Ville-Marie                  | 7500      | 80      | 71                    | Patrick Sénécal                                          |
| 45      | 2021  | Val-d'Or (édition virtuelle) |           |         |                       |                                                          |
| 44      | 2020  | ANNULÉ - COVID-19            | NA        | NA      | NA                    | NA                                                       |
| 43      | 2019  | Amos                         | 10 000    |         |                       | Samuel Larochelle                                        |
| 42      | 2018  | La Sarre                     | 10 200    | 130     | 80                    |                                                          |
| 41      | 2017  | Rouyn-Noranda                | 14 000    | 125     | 94                    |                                                          |
| 40      | 2016  | Ville-Marie                  | 7700      | 124     | 83                    |                                                          |
| 39      | 2015  | Val-d'Or                     | 11 500    | 120     | 103                   |                                                          |
| 38      | 2014  | Amos                         | 8500      | 162     | 89                    | Fanny Britt                                              |
| 37      | 2013  | La Sarre                     | 13 000    | 120     |                       | Bryan Perro                                              |
| 36      | 2012  | Rouyn-Noranda                | 15 000    | 120     | 300                   | Jocelyne Saucier                                         |
| 35      | 2011  | Ville-Marie                  | 7500      | 97      | 80                    | Amy Lachapelle, Richard Petit Lise Dion, Joël Champetier |
| 34      | 2010  | Val-d'Or                     | 9100      | 110     | 115                   | Raoul Duguay                                             |
| 33      | 2009  | Amos                         |           | 110     |                       | Sylvie Brien                                             |
| 32      | 2008  | La Sarre                     |           |         |                       | Michel Perron                                            |
| 31      | 2007  | Rouyn-Noranda                |           |         |                       |                                                          |
| 30      | 2006  | Ville-Marie                  |           |         |                       | Louise Desjardins                                        |
| 29      | 2005  | Val-d'Or                     |           |         |                       |                                                          |
| 28      | 2004  | Amos                         | 12 000    | 68      |                       | Arlette Cousture                                         |
| 27      | 2003  | La Sarre                     |           | 48      | 80                    | François Léveillée                                       |
| 26      | 2002  | Rouyn-Noranda                | 15 000    | 75      | 197                   | Lise Bisonnette                                          |
| 25      | 2001  | Ville-Marie                  |           |         |                       |                                                          |
| 24      | 2000  | Val-d'Or                     | 10 500    | 70      |                       |                                                          |
| 23      | 1999  | Amos                         |           | 32      | 76                    | Jean-Guy Leclerc et Alain Cloutier                       |
| 22      | 1998  | La Sarre                     |           |         |                       | Raôul Duguay                                             |
| 21      | 1997  | Rouyn-Noranda                | 13 100    | 70      | 80                    | Lise Bissonnette                                         |
| 20      | 1996  | Ville-Marie                  |           | 43      | 58                    | Joël Champetier                                          |
| 19      | 1995  | Val-d'Or                     |           |         |                       | Jean-Guy Leclerc (coprésident d'honneur)                 |
| 18      | 1994  | Amos                         |           | 53      | 57                    | Carmen Nadon                                             |
| 17      | 1993  | La Sarre                     | 10 000    | 40      | 68                    | Arlette Cousture                                         |
| 16      | 1992  | Rouyn-Noranda                | 10 800    | 40      | 208 maison d'éditions | Jules Arseneault                                         |
| 15      | 1991  | Ville-Marie                  | 7000      | 35      | 40                    | Janine Gaudet                                            |
| 14      | 1990  | Val-d'Or                     |           | 29      | 48                    | Jean-Guy Leclerc et Jean Gagnon                          |
| 13      | 1989  | Amos                         |           | 19      | 45                    | NA                                                       |
| 12      | 1988  | La Sarre                     |           | 23      | 64                    | Roseline et Jean Perron                                  |
| 11      | 1987  | Rouyn-Noranda                |           | 26      | 51                    | NA                                                       |
| NA      | 1986  | Aucune édition               | NA        | NA      | NA                    | NA                                                       |
| 10      | 1985  | Ville-Marie                  |           | 14      | 17                    | NA                                                       |
| 9       | 1984  | Val-d'Or                     | 8000      | 30      | 50                    | NA                                                       |
| 8       | 1983  | Amos                         | 5000      | 13      | 40                    | NA                                                       |
| 7       | 1982  | La Sarre                     |           |         | 36                    | Corrine Côté-Lévesque et François Gendron                |
| 6       | 1981  | Rouyn-Noranda                |           | 12      |                       | NA                                                       |
| 5       | 1980  | Ville-Marie                  |           |         |                       | NA                                                       |
| 4       | 1979  | Val-d'Or                     | 7000      |         | 32                    | NA                                                       |
| 3       | 1978  | Amos                         | 5000      |         | 22                    | NA                                                       |
| 2       | 1977  | La Sarre                     | 2500      |         | 25                    | NA                                                       |
| 1       | 1976  | Rouyn-Noranda                | 2000      | 12      | 17                    | NA                                                       |

## Auteurs ayant participé à l'événement

### Auteurs régionaux (liste non exhaustive)
- Claire Bergeron[15]
- Lucille Bisson[18]
- Sylvie Brien[11]
- Fanny Britt[11]
- Andrée-Anne Brunet
- Denys Chabot[9]
- Antoine Charbonneau-Demers[18]
- Denis Labrèche[15]
- Samuel Larochelle[15]
- Pierre Labrèche[18]
- Carine Paquin[15]
- Jipi Perreault[15]
- Virginia Pésémapeo-Bordeleau[15]
- Jocelyne Saucier
- Isabel Vaillancourt[15]
- Margot Lemire
- Joël Champetier
- Réal Couture
- Jessy Gaumond

### Auteurs québécois (liste non exhaustive)
- Biz (rappeur)[19]
- Valérie Chevalier[15]
- Frédérique Dufort[15]
- Luc Gélinas[20]
- Patrice Godin[18]
- Jean-François Lépine[19]
- Pierre Leroux
- Yves P. Pelletier[19]
- Louise Portal[15]
- Michel Rabagliati[19]

## Prix littéraires
Chaque année, au Salon du livre de l'Abitibi-Témiscamingue, est remis le Prix littéraire de l'Abitibi-Témiscamingue. Ce prix récompense en bourse des auteurs et autrices de 18 ans et plus qui habitent en Abitibi-Témiscamingue. Il a pour but stimuler la production littéraire dans la région et faire reconnaître et apprécier les écrivains régionaux. 
Le Salon du livre est également l'occasion de la remise du Prix littéraire jeunesse Télé-Québec de l'Abitibi-Témiscamingue. 

## Sites externes
- Salon du livre de l'Abitibi-Témiscamingue
- Prix littéraire de l'Abitibi-Témiscamingue
- Observatoire de l'Abitibi-Témiscamingue